# Frank Zimmermann (Architekt)
Frank Zimmermann (* 27. August 1959 in Schwerin) ist ein deutscher Architekt.

## Werdegang
Frank Zimmermann legte in seiner Heimatstadt das Abitur ab, ehe er von 1980 bis 1985 an der Technischen Universität Dresden Architektur studierte. Nach erfolgreichem Abschluss begann er in Cottbus eine Tätigkeit als angestellter Architekt auf dem Gebiet der Planung 
von Industrie- und Gewerbebauten. Seit 1992 arbeitet er freischaffend und betreibt ein eigenes Architekturbüro. Er ist Mitglied im Bund Deutscher Architektinnen und Architekten. 1999 bis 2002 hatte er eine Gastprofessur an der Brandenburgischen Technischen Universität Cottbus inne.

## Bauwerke (Auswahl)

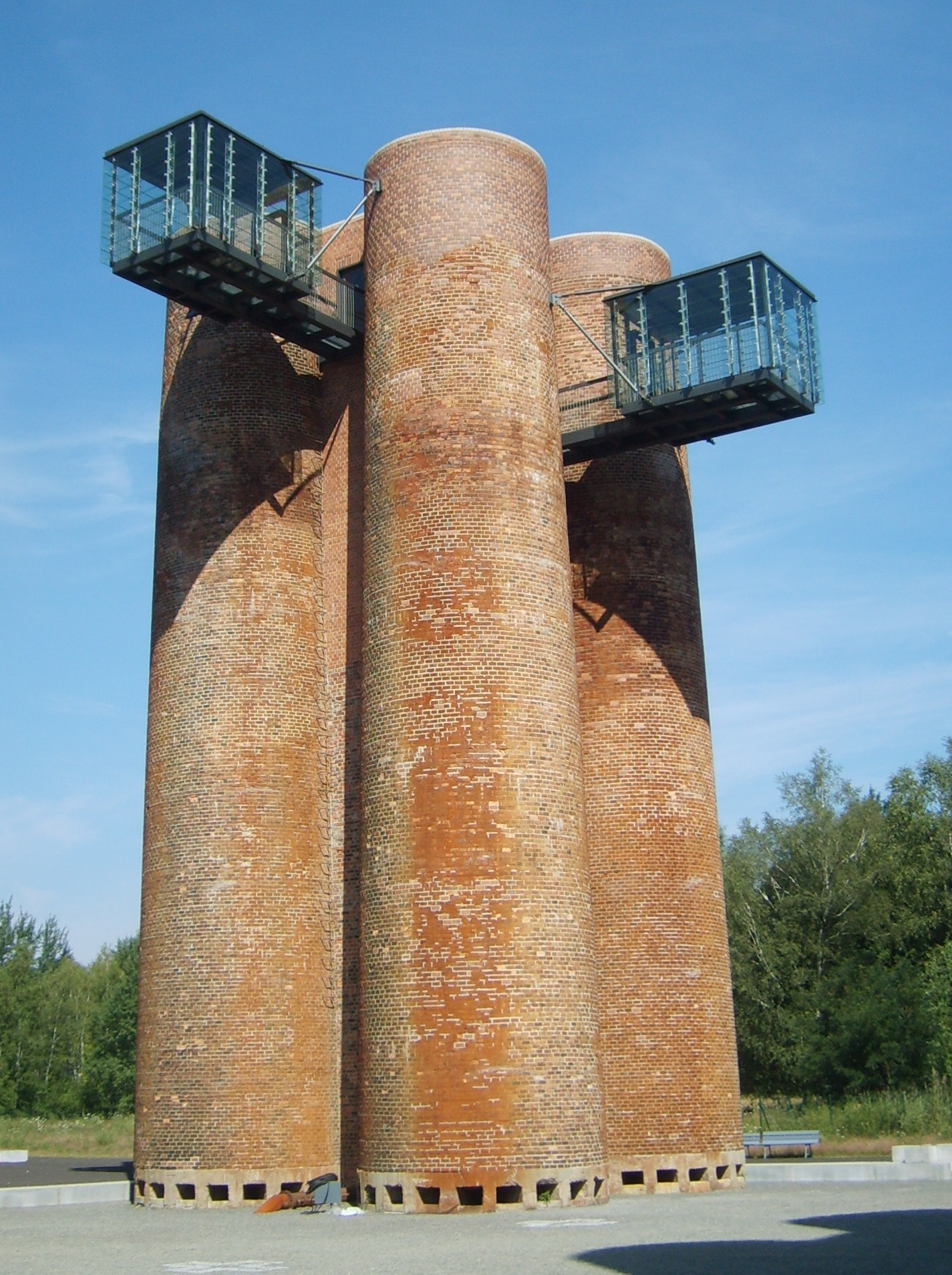
Aussichtskanzeln der Biotürme Lauchhammer

- 1994–2005: Umgestaltung der Textilfabrik Karl Rehn zum Kommunalen Zentrum, Peitz
- 1995: Fassadenüberarbeitung Petersilienstraße, Cottbus
- 1998: Laborgebäude der Brandenburgischen Technischen Universität, Cottbus
- 1999: Erweiterungsbau des Seniorenheims Riedelstift, Cottbus
- 2003: Umbau und Erweiterung der Sportschule, Cottbus
- 2003: Errichtung der Kundenhalle der Sparkasse, Forst (Lausitz)
- 2006: Umbau des Wohnhochhauses, Lübbenau/Spreewald
- 2007: Umgestaltung der Wohnanlage Wippertor, Sondershausen
- 2008: Privathaus in der Puschkinpromenade, Cottbus
- 2008: Neugestaltung der Biotürme Lauchhammer
- 2009: Stadthafen Senftenberg
- 2010–2012: Erweiterung der Wohnanlage Berg am Laim, München
- 2011: Tischlereigebäude, Neuhausen/Spree
- 2014: Neubau des Pflegeheims, Sondershausen
- 2015: Wohnhäuser am Musbeker Weg, Harrislee
- 2015: Bürogebäude am Fontaneplatz, Königs Wusterhausen

## Auszeichnungen
- 1995: Brandenburgischer Architekturpreis
- 2009: Brandenburgischer Denkmalpreis
- 2009: Deutscher Bauherrenpreis
- 2011: Semper-Architekturpreis